# Jim Dale
Jim Dale (właśc. James Smith, ur. 15 sierpnia 1935 w Rothwell) – brytyjski aktor, piosenkarz i autor piosenek. Znany m.in. z występów w jedenastu filmach z cyklu Cała naprzód, a także z roli narratora w serialu Gdzie pachną stokrotki.

## Życiorys

### Młodość i muzyka
Jako nastolatek Dale przez sześć lat uczęszczał na zajęcia taneczne, lecz ostatecznie zadebiutował na profesjonalnej scenie jako komik, w wieku 17 lat. Po odbyciu zasadniczej służby wojskowej w Royal Air Force, pod koniec lat 50. znalazł się pod opieką producenta muzycznego George’a Martina i rozpoczął karierę muzyczną. Jego największym sukcesem okazała się piosenka Be My Girl z 1957, która dotarła na drugie miejsce na liście przebojów UK Singles Chart. W późniejszym okresie skupił się na pisaniu słów piosenek dla innych wykonawców, a także do filmów.

### Film i telewizja
Dale zadebiutował w filmie małą rólką w obrazie Raising the Wind z 1961 roku, którego reżyserem był Gerald Thomas, a producentem Peter Rogers. Obaj ci filmowcy byli również głównymi autorami popularnej serii komediowej Cała naprzód i w 1963 zaprosili Dale’a do udziału w siódmej odsłonie tego cyklu, zatytułowanej Dorożkarzu do dzieła. Przez kolejnych sześć lat wystąpił jeszcze w dziewięciu filmach z tego cyklu, zazwyczaj grając bardzo przystojnych, ale jednocześnie raczej fajtłapowatych bohaterów. Opuścił Całą naprzód w 1969, po filmie Cała naprzód: Doktorku, jeszcze raz do dzieła!, na którego planie złamał rękę po tym, jak nie zgodził się na to, by w potencjalnie ryzykownych ujęciach zastępował go kaskader. W 1992 zgodził się wystąpić w filmie Kolumbie do dzieła, będącym niezbyt udaną próbą reaktywacji Całej naprzód po czternastu latach przerwy. Oprócz tego zagrał m.in. w filmie Pete’s Dragon, łączącym grę aktorów z animacją.
W latach 50. i 60. Dale regularnie prowadził telewizyjne programy muzyczne w formule koncertów złożonych z występów różnych gwiazd. Swoją najważniejszą rolę telewizyjną zagrał jednak już po siedemdziesiątce, w latach 2007–2009, wcielając się w narratora amerykańskiego serialu Gdzie pachną stokrotki.

### Teatr i audiobooki
Przez całe swoje zawodowe życie Dale regularnie występował na estradzie, zarówno w Wielkiej Brytanii, jak i Stanach Zjednoczonych. Był pięciokrotnie nominowany do nagrody Tony, najważniejszego wyróżnienia w świecie amerykańskiego teatru komercyjnego. Otrzymał ją raz, w 1980, za rolę w musicalu Barnum. W 1970 dołączył do zespołu Teatru Narodowego w Londynie, gdzie zaprosił go osobiście Laurence Olivier. Grywał zarówno w repertuarze współczesnym, jak i szekspirowskim. Jedną z najgłośniejszych produkcji z jego udziałem było brytyjskie wystawienie sztuki El arquitecto y el emperador de Asiria hiszpańskiego dramaturga Fernando Arrabala. Dramat ten napisany jest na dwóch aktorów, zaś partnerem Dale’a był w nim Anthony Hopkins. Występował także jako Fagin w musicalu Oliver!. Od 2011 jeździ po różnych teatrach ze swoim autorskim, jednoosobowym przedstawieniem Just Jim Dale, w którym w żartobliwy sposób podsumowuje swoją trwającą 60 lat karierę w świecie rozrywki.
W Stanach Zjednoczonych Dale osiągnął największą popularność i sukces komercyjny jako aktor czytający audiobooki ze wszystkimi częściami cyklu o Harrym Potterze. Na potrzeby tych nagrań stworzył i zagrał ponad 150 różnych głosów postaci. Jako jedyny wykonawca audiobooków w dotychczasowej historii tej branży, zajmował jednocześnie wszystkie sześć pierwszych miejsc na liście najlepiej sprzedających się nagrań w USA. Był także narratorem w grach komputerowych o młodym czarodzieju, a także w materiałach dodatkowych na płytach DVD z filmami o nim.

### Odznaczenia
W 2003 otrzymał Order Imperium Brytyjskiego V klasy (MBE) za swoje zasługi dla angielskiej literatury dziecięcej.

## Życie prywatne
Dale był dwukrotnie żonaty. W 1957 poślubił Patricię Dale, z którą rozwiódł się w 1977, na krótko przed jej śmiercią spowodowaną chorobą nowotworową. W 1980 ożenił się ponownie z Julią Schafler, prowadzącą galerię sztuki w Nowym Jorku. Miał czworo dzieci z pierwszego małżeństwa, przy czym jego jedyna córka Belinda zmarła w 1995 na białaczkę. Dwaj jego synowie są aktorami, a trzeci operatorem filmowym. Ma pięcioro wnucząt.